# レイナード・98I
レイナード・98I (Reynard 98I) は、レイナードが設計・製造したオープンホイールレーシングカーである。1998年のCARTシーズンで使用され、アレッサンドロ・ザナルディのドライビングによって、ドライバーズタイトルおよびコンストラクターズタイトルを獲得した。